# Naakenovuoma
Naakenovuoma är en sumpmark i Finland. Den ligger i Kittilä i landskapet Lappland, i den norra delen av landet, 800 km norr om huvudstaden Helsingfors.